# Thatchergate
Thatchergate fue el título coloquial de un engaño perpetrado por miembros de la banda anarco-punk Crass durante las secuelas de la guerra de las Malvinas de 1982. Utilizando extractos de discursos de la primera ministra del Reino Unido, Margaret Thatcher, y del presidente de los Estados Unidos, Ronald Reagan, se unió una grabación que pretendía ser una conversación telefónica entre los dos líderes. Durante el transcurso de la cinta, Reagan parece manifestar su intención de utilizar Europa como frente de batalla para mostrar a los líderes soviéticos la determinación de los Estados Unidos en un conflicto nuclear, mientras que Thatcher parece dar a entender que el HMS Sheffield fue sacrificado deliberadamente para intensificar la guerra de las Malvinas.
Cuando la grabación apareció por primera vez en el dominio público en 1983, el Departamento de Estado de los Estados Unidos la consideró propaganda producida por la KGB soviética, una historia reportada tanto por los diarios estadounidenses San Francisco Chronicle  y Sunday Times. Sin embargo, la cobertura de la cinta por el periódico británico The Observer en enero de 1984 identificó la verdadera fuente como Crass. La banda ha declarado que se tuvo mucho cuidado para garantizar su anonimato, y que hasta el día de hoy es un misterio cómo los periodistas del Observer rastrearon el engaño hasta ellos.
En enero de 2014, se publicaron documentos oficiales del gobierno en los Archivos Nacionales que revelaban las preocupaciones del MI6. La carta de un asesor del Ministerio de Asuntos Exteriores a Thatcher decía: "Esto parece una operación bastante torpe. Hasta el momento no tenemos pruebas sobre quién es el responsable... El SIS duda de que se trate de una operación soviética. Es posible que uno de los agentes de inteligencia argentinos Los servicios públicos podrían haber estado detrás de esto; o, alternativamente, podría ser el trabajo de grupos de izquierda en este país".
Se pueden escuchar extractos de la grabación en el tema de Crass «Powerless with a Guitar» del LP recopilatorio Devastate to Liberate (Yangki - 1985 - Yangki 1). La grabación completa se publicó más tarde en la edición ampliada de Crassical Collection del mejor álbum del grupo, Best Before 1984.